# Кызыл-Туу (Московский район)
Кызыл-Туу (кирг. Кызыл-Туу) — село в Московском районе Чуйской области Кыргызстана. Входит в состав Петровского айылного аймака.

## География
Село расположено в западной части области, к северу от Большого Чуйского канала, на расстоянии приблизительно 4 километров (по прямой) к северо-западу от села Беловодского, административного центра района. Абсолютная высота — 688 метров над уровнем моря.

## Население
Согласно оценочным данным Национального статистического комитета Кыргызской Республики, численность населения села на начало 2023 года составляла 451 человек.
| год     | 2009 | 2014 | 2015 | 2020 | 2021 | 2023 |
| ------- | ---- | ---- | ---- | ---- | ---- | ---- |
| человек | 332  | 405  | 408  | 438  | 443  | 451  |